# Joan Baez/5
Albums de Joan Baez
Joan Baez in San Francisco
(1964) Farewell, Angelina
(1965)
Singles
1. There but for Fortune
Sortie : 1965

Joan Baez/5 est, comme son titre l'indique, le cinquième album de Joan Baez. Il est sorti en 1964 sur le label Vanguard Records.
Il inclut notamment une reprise de la chanson de Phil Ochs There but for Fortune qui se classe dans le Top 10 des ventes au Royaume-Uni en 1965.

## Fiche technique

### Titres
| 1. | There but for Fortune              | Phil Ochs                                        | 3:11 |
| 2. | Stewball                           | Ralph Rinzler (en), Bob Yellin, John Herald (en) | 2:57 |
| 3. | It Ain't Me, Babe                  | Bob Dylan                                        | 3:16 |
| 4. | The Death of Queen Jane (en)       | traditionnel                                     | 3:56 |
| 5. | Bachianas Brasileiras No. 5 – Aria | Heitor Villa-Lobos                               | 6:32 |
| 6. | Go 'way from My Window (en)        | traditionnel, arrangé par John Jacob Niles (en)  | 2:10 |

| 7.  | I Still Miss Someone                 | Johnny Cash, Roy Cash Jr.            | 3:10 |
| 8.  | When You Hear Them Cuckoos Hollerin' | traditionnel                         | 2:45 |
| 9.  | Birmingham Sunday (en)               | Richard Fariña                       | 3:58 |
| 10. | So We'll Go No More a-Roving (en)    | Lord Byron, Richard Dyer-Bennet (en) | 1:42 |
| 11. | O' Cangaceiro                        | Alfredo Ricardo do Nascimento        | 2:18 |
| 12. | The Unquiet Grave (en)               | traditionnel                         | 4:19 |

La réédition CD parue en 2002 chez Vanguard Records inclut deux chansons supplémentaires issues des mêmes séances d'enregistrement que l'album original :
| 13. | Tramp on the Street | Grady Cole, Hazel Cole (en)           | 3:59 |
| 14. | Long Black Veil     | Marijohn Wilkin (en), Danny Dill (en) | 2:42 |

### Musiciens
- Joan Baez : chant, guitare acoustique
- David Soyer : violoncelle
- Gino Foreman : guitare

### Équipe technique
- Maynard Solomon : production
- Langston Hughes : livret

### Classements et certifications
| Classement                    | Meilleure position |
| ----------------------------- | ------------------ |
| États-Unis (Billboard 200)    | 12                 |
| Royaume-Uni (UK Albums Chart) | 3                  |